# Aruba nos Jogos Olímpicos de Verão de 2008
Aruba participou dos Jogos Olímpicos de Verão de 2008, em Pequim, na China. O país estreou nos Jogos em 1988 e esta foi sua 6ª participação.

## Desempenho

### Natação
Masculino
| Atleta       | Prova       | Eliminatórias | Eliminatórias | Semifinal   | Semifinal   | Final       | Final       |
| Atleta       | Prova       | Tempo         | Pos.          | Tempo       | Pos.        | Tempo       | Pos.        |
| ------------ | ----------- | ------------- | ------------- | ----------- | ----------- | ----------- | ----------- |
| Jan Roodzant | 100 m livre | 51s69         | 53º           | Não avançou | Não avançou | Não avançou | Não avançou |

### Judô
Masculino
| Atleta     | Prova  | Qualificação           | Ronda dos 32           | Ronda dos 16           | Quartos-finais         | Semifinal              | Final                  |
| Atleta     | Prova  | Adversário e resultado | Adversário e resultado | Adversário e resultado | Adversário e resultado | Adversário e resultado | Adversário e resultado |
| ---------- | ------ | ---------------------- | ---------------------- | ---------------------- | ---------------------- | ---------------------- | ---------------------- |
| Fiderd Vis | −81 kg |                        | CHN Guo L. D 1100-0000 | Não avançou            | Não avançou            | Não avançou            | Não avançou            |